# Déclin des États-Unis
Le déclin des États-Unis est un terme utilisé par divers analystes,, pour décrire la puissance décroissante des États-Unis géopolitiquement, militairement, financièrement, économiquement, socialement et dans le domaine de la santé et de l'environnement. Il y a eu un débat entre les déclinistes, ceux qui croient que l'Amérique est en déclin, et les exceptionnalistes, ceux qui pensent que l'Amérique est spéciale.
Certains analystes disent que les États-Unis étaient en déclin bien avant que Donald Trump ne se présente à la présidence ; devenir le premier candidat à la présidence à promouvoir l'idée que les États-Unis étaient en déclin,. Alors que d’autres suggèrent que le déclin découle ou a accéléré avec La politique étrangère de Trump et le « retrait continu du pays de l'arène mondiale ». Selon Noam Chomsky, le déclin de l'Amérique a commencé à la fin de la Seconde Guerre mondiale, rejetant la « rhétorique remarquable de plusieurs années de triomphalisme dans les années 1990 » comme étant « principalement une auto-illusion ».
Les sondeurs de Gallup ont récemment rapporté que l'approbation mondiale du leadership américain était passée de 48 % en 2016 à un creux record de 30 % en 2018, en partie en raison des positions de plus en plus isolationnistes de Donald Trump. Cette baisse place les États-Unis en dessous de 31 % en Chine et laisse l'Allemagne comme la puissance la plus populaire avec une approbation de 41 %,. Michael Hudson décrit le pilier financier comme primordial, résultant de l'argent créé par la banque avec des intérêts composés et du refus intégré de pardonner les dettes comme un défaut fatal.
Les États-Unis qui défient la Chine pour sa prédominance mondiale constituent le cœur du débat sur le déclin américain,.

## Comparaison avec les États antérieurs
Selon Daniel Bell, depuis plus d'un demi-siècle, de nombreux commentateurs principaux de l'Amérique ont toujours décrit les États-Unis comme un cas désespéré, faible et déclinant qui tombera sur des rivaux plus forts aussi inévitablement que Rome est tombée aux barbares, ou la France à Henry V à Azincourt.
Michael Hudson souligne que l'annulation de la dette est nécessaire lorsque les dettes des particuliers envers l'État sont trop importantes. Rome a mis fin à cette pratique, tandis que les empires antérieurs (Assyriens) ont survécu grâce à l'annulation périodique de la dette, cette pratique a pris fin avec l'empire romain, entraînant l'appauvrissement et la dépossession des agriculteurs, créant un lumpenprolétariat grandissant. Le même processus a contribué à l'effondrement de l'empire britannique et se poursuit aujourd'hui, avec des crises financières périodiques (années 1930, 2008) qui ne sont soulagées que par les renflouements du gouvernement et/ou la guerre. Hudson ajoute que chaque fois que l'histoire se répète, le prix augmente. C'est-à-dire que les États-Unis sont détruits par la dette bancaire sans mécanisme de remise, rendant l'effondrement inévitable.

### Rome

Pays dotés de bases et d'installations militaires américaines

Rome, Byzance, la Horde d'or tatare/mongole et la Sublime Porte ottomane ont toutes fourni deux services essentiels - le commerce et la sécurité sans entrave - en échange d'une quantité constante de rapine et de pillage et de quelques incidents mémorables de génocide. L'Empire mongol/tatar était de loin le plus rationalisé: il exigeait simplement le «yarlyk» - un tribut - et fracassait quiconque tentait de dépasser un niveau auquel il était facile de le briser. »
Selon Dmitri Orlov, l'empire américain est « un peu plus nuancé : il utilise le dollar américain comme une arme pour exproprier périodiquement l'épargne du monde entier en exportant l'inflation tout en annihilant quiconque essaie de se soustraire au système du dollar américain ».
Il y avait 38 grandes et moyennes installations américaines réparties dans le monde en 2005 - principalement des bases aériennes et navales - environ le même nombre que les 36 bases navales et garnisons de l'armée britannique à son zénith impérial en 1898. L'Empire romain à son apogée en 117 après Jésus-Christ avait besoin de 37 bases majeures pour contrôler son royaume de la Grande-Bretagne à l'Égypte, de l'Hispanie à l' Arménie romaine. L'historien de Yale, Paul Kennedy, compare la situation américaine à celle de la Grande-Bretagne avant la Première Guerre mondiale. Il commente que la carte des bases américaines est similaire à celle de la Grande-Bretagne avant la Première Guerre mondiale.

### La Grande-Bretagne
Kennedy soutient que la solidité financière britannique a été le facteur le plus déterminant des victoires sur la France au XVIIIe siècle. Ce chapitre se termine sur les guerres napoléoniennes et la fusion de la puissance financière britannique avec une force industrielle retrouvée. Comme le dollar américain perd son rôle de monnaie mondiale, il ne pourra pas continuer à avoir des déficits commerciaux pour financer ses dépenses militaires.
Selon Richard Lachmann, les États-Unis dureraient beaucoup plus longtemps si, comme la Grande-Bretagne, ils pouvaient restreindre des familles particulières ou le contrôle de l'élite sur les bureaux et les pouvoirs gouvernementaux.

### Union soviétique
Dmitry Orlov fait valoir que les États-Unis sont maintenant en déclin rapide, « retraçant la trajectoire de l'Union soviétique au début des années 1980 vers la faillite nationale et la dissolution politique ». Orlov fait valoir que les États-Unis sont entravés par « une dette galopante, une économie en déclin et des catastrophes environnementales pour rivaliser avec Tchernobyl ». Il pense qu'il y a des parallèles avec les États-Unis: dépenses militaires démesurées, dettes internationales et déficits commerciaux croissants, gouvernements lourds, idéologie rigide, crise écologique, déclin des ressources.

## Manifestations
L'hégémonie américaine a toujours été appuyée par trois piliers: «la puissance économique, la puissance militaire et la puissance douce de la domination culturelle».

### Militaire
Kennedy soutient que la persistance de dépenses déficitaires, en particulier pour le renforcement militaire, est la raison la plus importante du déclin de toute grande puissance. On estime maintenant que les coûts des guerres en Irak et en Afghanistan pourraient atteindre 4,4 billions de dollars, ce que Kennedy considère comme une victoire majeure pour Oussama Ben Laden, dont l'objectif annoncé était de mettre l'Amérique en faillite en la tirant dans un piège. En 2011, le budget militaire américain - presque égal à celui du reste du monde combiné - était plus élevé en termes réels qu'à n'importe quel moment depuis la Seconde Guerre mondiale.
Selon un rapport de 98 pages de la Commission de la stratégie de défense nationale, «les avantages militaires de longue date de l'Amérique ont diminué» et «la marge d'erreur stratégique du pays est devenue terriblement petite. Les doutes sur la capacité de l'Amérique à dissuader et, si nécessaire, à vaincre ses adversaires et à honorer ses engagements mondiaux ont proliféré. " Le rapport cite le «dysfonctionnement politique» et les «plafonds budgétaires» comme des facteurs qui empêchent le gouvernement de suivre le rythme des menaces dans ce que le rapport décrit comme «une crise de sécurité nationale». Le rapport écrivait que, pour neutraliser la force américaine, la Chine et la Russie tentaient de réaliser une "hégémonie régionale" et développaient des "accumulations militaires agressives". En 2018, le général de la Force aérienne Frank Gorenc a déclaré que l'avantage de la puissance aérienne des États-Unis sur la Russie et la Chine diminuait . Selon Forbes, le déclin de l'armée a commencé lorsque le secrétaire à la défense Dick Cheney a arrêté une centaine de programmes d'armes majeurs il y a 25 ans lorsque l' Union soviétique s'est effondrée .

### Culture
La culture américaine est en déclin, selon Allan Bloom, Eric Donald Hirsch et Russel Jacoby. Samuel Huntington pense également que la culture et la politique américaines étaient en déclin constant depuis la fin des années 1950, en plusieurs vagues distinctes, notamment en réaction au lancement par l'Union soviétique de Spoutnik ; à la guerre du Vietnam ; au choc pétrolier de 1973 ; à l'agression soviétique à la fin des années 1970 ; et au malaise général qui a accompagné la fin de la guerre froide. Selon Goldfrab la montée du postmodernisme depuis la Seconde Guerre mondiale a contribué au déclin de la culture américaine. Bloom observe qu'« au lieu de rechercher la vérité, il y a une certitude adolescente que tout est incertain ». Il critique ses étudiants pour leur relativisme, leur narcissisme et la décadence de l'amour et de l'amitié, pointant du doigt des icônes culturelles comme Mick Jagger, qui se présente comme un rebelle nihiliste, hétéro et homosexuel, embrassant la drogue et "l'idéal de pierre d'une société universelle sans classes" fondée sur l'amour. " Parce que les jeunes se lient à des anti-héros décadents, ils manquent d'embrasser les héros positifs du passé, sans jamais atteindre un amour profond pour la culture.
William J. Bennett soutient que le déclin culturel de l'Amérique signale "un changement dans les attitudes et les croyances du public". Le taux de mortalité maternelle a plus que doublé aux États-Unis depuis la fin des années 80, contrairement à d'autres pays développés. Selon l'Index of Leading Cultural Indicators, publié en 1993, décrivant statistiquement les conditions morales, sociales et comportementales de la société américaine moderne, souvent décrites comme des "valeurs'', la condition culturelle de l'Amérique était en déclin par rapport aux situations d'il y a 30 ans, 1963. L'indice a montré qu'il y a eu une augmentation des crimes violents de plus de 6 fois, des naissances illégitimes de plus de 5 fois, du taux de divorce de 5 fois, du pourcentage d'enfants vivant dans des maisons monoparentales de quatre fois et des adolescents le taux de suicide par trois fois au cours de la période de 30 ans. En 2015, environ la moitié des enfants américains étaient nés d'une mère célibataire.
Selon Kenneth Weisbrode, bien que les statistiques indiquent un déclin américain (augmentation du taux de mortalité, paralysie politique, augmentation de la criminalité), "les Américains ont une culture basse depuis très longtemps et la promeuvent depuis longtemps". Il pense que l'obsession du déclin n'est pas quelque chose de nouveau, comme quelque chose qui remonte aux Puritains. "Le déclin culturel, en d'autres termes, est aussi américain que la tarte aux pommes", soutient Weisbrode. Weisbrode compare la France pré-révolutionnaire et l'Amérique actuelle pour leur vulgarité, qui, selon lui, est "une extension ou un résultat presque naturel de tout ce qui est civilisé: une glorification de l'ego".

### Économie
En 1970, la part des États-Unis dans la production mondiale était tombée de 40% à 25%  tandis que l'économiste Jeffrey Sachs observait que la part des États-Unis dans le revenu mondial était de 24,6% en 1980, tombant à 19,1% en 2011. Aux États-Unis, le rapport des gains moyens des PDG aux salaires moyens des travailleurs est passé de 24:1 en 1965 à 262:1 en 2005,. Une enquête réalisée par le Pew Research Center montre qu'une majorité d'Américains a prédit que l'économie américaine serait plus faible en 2050. En outre, selon l'enquête, une majorité de la population pensait que les États-Unis seraient "un pays avec une dette nationale en plein essor, un plus grand écart entre les riches et les pauvres et une main-d'œuvre menacée par l'automatisation".
La plupart des membres de l'aile droite et certains centristes pensent que la crise budgétaire américaine découle de l'augmentation des dépenses consacrées aux programmes sociaux ou alternativement de l'augmentation des dépenses militaires pour les guerres en Irak et en Afghanistan, qui entraîneraient toutes deux un déclin. Cependant, Richard Lachmann fait valoir que si aucune des dépenses militaires ou globales ne fait pression sur l'économie américaine, elles ne contribueraient pas au déclin américain. Lachmann décrit le vrai problème comme «la mauvaise affectation des recettes et des dépenses publiques, entraînant le détournement des ressources des tâches essentielles au maintien de la domination économique ou géopolitique». Kennedy argumente qu'à mesure que les dépenses militaires augmentent, cela réduit les investissements dans la croissance économique, ce qui finit par "conduire à une spirale descendante de croissance plus lente, à des impôts plus lourds, à un approfondissement des divisions nationales sur les priorités de dépenses et à une diminution de la capacité à supporter les charges de la défense".

### ِِDémographie
Selon les données récentes du US Census Bureau en 2019, la croissance de la population américaine a depuis 100 ans enregistré le plus faible taux. Des économistes américains s’inquiètent déjà de la croissance économique plus faible à prévoir en raison des tendances démographiques. Il n’y a pas seulement les barrières qui s’accumulent pour décourager l’immigration. Le rêve américain n’a peut-être plus autant de résonance qu’avant, avec la violence, les tensions raciales et les inégalités entre les riches et les pauvres. Le pays n’est plus l’eldorado qu’il a déjà été aux yeux du reste du monde, sauf peut-être pour les pays les plus pauvres de la Terre.

### Santé
Les États-Unis se sont classés 35e dans un classement 2019 des pays en matière de santé, contre le Canada au 16e rang. « L'espérance de vie aux États-Unis a tendance à baisser en raison de décès dus à des surdoses de drogues et à des suicides ».
Pendant la pandémie de Covid-19, les États-Unis en avril 2020 sont connus comme « le pays le plus endeuillé » dans le monde avec plus d'un demi-million touchés et plus de vingt mille décédés enregistré,,. Après la pandémie, le pays continue de subir les effets  de la crise des opioïdes, du fardeau élevé des maladies chroniques et des inégalités systémiques et structurelles.